# Eimai
Eimai är den cypriotiska artisten Anna Vissis album som kom ut år 1990.

## Låtlista
1. Ime
2. Adika
3. Fos
4. Perimeno
5. Tilefonima Sou
6. Ipopsies
7. Ena Sou Leo
8. I Zoi Sinehisete
9. Ipervoles
10. Xehnas
11. Mono Ena Thavma